# Дьяково (Сокольский район)
Дьяково — деревня в Сокольском районе Вологодской области.
Входит в состав Чучковского сельского поселения, с точки зрения административно-территориального деления — в Чучковский сельсовет. Расположена к югу от автодороги А123.
Расстояние по автодороге до районного центра Сокола — 86 км, до центра муниципального образования Чучкова — 4 км. Ближайшие населённые пункты — Мамонкино, Андреевское, Васильевское, Ченцово, Скоморохово.
По переписи 2002 года население — 9 человек.